# Leichtathletik-Weltmeisterschaften 2015/Teilnehmer (Ägypten)
| Gelbes Symbol für Goldmedaillen mit stilisierten Olympischen Ringen | Graues Symbol für Silbermedaillen mit stilisierten Olympischen Ringen | Braundes Symbol für Bronzemedaillen mit stilisierten Olympischen Ringen |
| ------------------------------------------------------------------- | --------------------------------------------------------------------- | ----------------------------------------------------------------------- |
| —                                                                   | 1                                                                     | —                                                                       |

Der Leichtathletikverband Ägyptens nominierte drei Athleten für die Leichtathletik-Weltmeisterschaften 2015 in der chinesischen Hauptstadt Peking.

## Medaillen
Mit einer gewonnenen Silbermedaille belegte das ägyptische Team Rang 25 im Medaillenspiegel.

### Medaillengewinner

#### Silber
- Ihab Abdelrahman: Speerwurf

## Ergebnisse

### Männer
| Athlet             | Disziplin   | Qualifikation | Qualifikation | Finale             | Finale             |
| Athlet             | Disziplin   | Weite         | Platz         | Weite              | Platz              |
| ------------------ | ----------- | ------------- | ------------- | ------------------ | ------------------ |
| Mostafa el-Gamel   | Hammerwurf  | 75,48 m       | 4             | 76,81 m            | 7                  |
| Ihab Abdelrahman   | Speerwurf   | 82,85 m       | 10            | 88,99 m            | Silber             |
| Mostafa Amr Hassan | Kugelstoßen | 19,65 m       | 11            | nicht qualifiziert | nicht qualifiziert |